# 德國丹麥族
丹麥少數民族是德國境內的丹麥少數民族。
丹麥少數民族是一群在石勒苏益格-荷尔施泰因土生土長的居民，他們住在什勒斯維希地區的南部，語言是丹麥語，約有八千到五萬人。

## 狀況
1997年，丹麥少數民族由德國於歐盟議會中提出並通過成為正式德國少數民族，享有國家少數民族保護，如同弗里斯蘭人、索布人與吉普賽人，而在1955年的波恩哥本哈根聲明中，德國政府有義務保護丹麥少數民族，丹麥政府也對於德國少數民族做出相似的保證；進入德國議會的百分之五門檻並不適用於他們。德國政府保證補助丹麥語學校、宗教保護、文化和與丹麥的關係。

## 面積範圍
自1965年起，所有丹麥少數民族關於聯邦內政的問題，由聯邦內政部長召開協商會議來商議相關問題；此會成員：內政部長、一位內政部國務秘書、德國眾議院每議會黨團派兩名成員與三名丹麥少數民族成員──兩位南石勒苏益格选民协会成員和一位南什勒斯維希團體的成員。
1900年德意志帝國所作的人口統計結果：在什列斯威行政區（為今日的石勒苏益格-荷尔施泰因與之前的丹麥屬地Sønderjylland）約有十四萬人為丹麥籍，其中約有兩萬人於今日的什勒斯維希區，因此從前弗倫斯堡的城市地方區域成為丹麥的中心。1920年關於石勒苏益格-荷尔施泰因國家歸屬的表決結果：於第二表決區時，將前福聯斯堡歸為丹麥所有。石勒苏益格-荷尔施泰因的社會資料，其中於1920－1945年間丹麥少數民族的發展情況：1920年後約一萬人，到1930年為七千人，而1945年時僅為三千至六千人；按1945年Sydslevissk-Forening有關丹麥少數民族的資料：1946年時，仍僅有一萬兩千人，但於一年中人口暴增至六萬八千人（1947），直到1949年聯邦統計數字為七萬五千人，隨後每年人口約減少百分之十，1958年成員人數為三萬三千人，到1970年代中期皆以每年約減少百分之三到四，直到2005年人口才開始成長三個百分點為一萬四千人。

## 歷史
南什勒斯維希的丹麥少數民族（即如同北什勒斯維希的德國少數民族）以1920年全民公投的方式，透過什勒斯維希的分裂而形成；關於多數特性，如表決與地區等，介於德國的與丹麥的什勒斯維希人間並無重大的差異，而語言方面亦未有民族的特殊標記，在法律上，德籍或丹麥籍為自由選擇，而這與族群及家庭的背景文化相關。
於中古世紀的民族遷徙後，丹麥人居住於現在的什勒斯維希地區，最主要是在北方，而當時主要居住於西海岸及其他島嶼上為弗里斯蘭人，介於施萊河與艾德河南什勒斯維希鮮少人移居至此；前中古世紀（約11到13世紀）居住在艾德河北部地區的撒克遜人移居到南什勒斯維希，目的是保衛丹麥邊境。
1864年至1920年整個什勒斯維希地區皆為普魯士帝國所有，1920年由於德國於第一次世界大戰中戰敗，經由公民投票，北部地區為丹麥所有，此即為今日的德丹邊界；因為這樣的劃分使兩國在邊境處都居住著少數民族，而雙方的少數民族都寧願歸鄰國所管，現在他們需盡力維護自己的語言與文化。

## 少數民族的發展
1920－1945年：1920年以全民公投的方式，透過什勒斯維希的分裂出現了丹麥少數民族，什勒斯維希的分裂在某種程度上放棄了德語及丹麥語的語言分界，使丹麥分配到較廣的區域，因此，在國界兩邊留有多數的國家少數民族，新國界的南部有12,800人於公投中投給丹麥，然而，少數民族的人口隨即縮減至七千人。
1945－1955年：第二次世界大戰結束後的第一年，丹麥少數民族的以粗糙的方式登記，於第二年已有十萬人證明自己為少數民族。於1945年，有九間丹麥學校與不到五百名的學生，三年後（1948年），已有六十間學校與14,500名學生，1947年的第一次地方議會選舉，丹麥的候選人得到99,500票，1948年年初丹麥文化團體，也就是南什勒斯維希團體，它在此時擁有最多會員- 七萬八千名。
1990年之後：少數民族的正確定義為普遍的問題，以下的數字將說明一切：2000年統計全歐洲有307個國家少數民族，一億三百萬人，於2002年為337個少數民族與一億五百萬人，然而，於同一年間，按不同的標準但同樣的統計方式卻算出356個少數民族與八千四百萬至八千七百萬人。

## 目前情況
居住在南什勒斯維希地區的丹麥人組成今日的南什勒斯維希團體，這地區亦有丹麥學校、圖書館與教堂，丹麥少數民族與一些住在西海岸的少數弗里斯蘭人一同工作。除了丹麥少數民族之外，大約有六千名丹麥公民住在石勒苏益格-荷尔施泰因，這群人就是所謂的帝國丹麥人（德文：Reichsdänen）：他們不屬於什勒斯維希地區的丹麥族群，而是與其它歐盟公民有同等地位。

## 政治情況
在聯邦的層級中，南什列斯威選民聯盟成員為著名的丹麥少數民族的參政代表，按照石勒苏益格-荷尔施泰因邦地方議會的選舉法規定：石勒苏益格-荷尔施泰因邦中丹麥少數民族的每個政黨，於地方議會選舉中接不受百分之五門檻的限制；直到八零年代末南什列斯威選民聯盟在什勒斯維希地區的第一票得票數（德國選舉方法為兩票制）約有兩萬至兩萬五千票，自西元兩千年的採用第二票，使南什勒斯維希選舉連盟在霍爾斯坦得票不少，由當地居民所得的兩萬五千票倍增至今日的五萬票，而這些居住在此的居民並非土生土長的丹麥人或弗里斯蘭人。

## 內部連結
- Dänische Minderheit in Deutschland （页面存档备份，存于）